# Онлајн тржиште
Онлајн тржиште (или онлајн е-commerce тржиште) је врста е-commerce веб-сајта где информације о производима или услугама пружају различите треће стране. Онлајн тржишта су примарни облик вишеканалне е-трговине и могу бити начин за поједностављења процеса производње.
На онлајн тржишту, трансакције потрошача обрађује оператер тржишта, док испоруку и реализацију врше продавци или велетрговци. Ове врсте веб-сајтова омогућавају корисницима да се региструју и продају један или више производа уз накнаду за „пост-продају“.
Захваљујући томе што тржишта обједињују производе од великог броја добављача, избор је шири, а доступност већа него у специфичним онлајн продавницама одређених продаваца. Нека онлајн тржишта нуде широк спектар производа опште намене који задовољавају готово све потребе потрошача, док су друга специфична и прилагођена одређеном сегменту потрошача. Онлајн тржишта постала су веома распрострањена 2014. године.

## Б2Б онлајн тржиште
Онлајн тржишта за пословање са пословањем (B2B) су платформе које омогућавају компанијама да купују и продају производе или услуге другим предузећима. Ова тржишта обично се фокусирају на одређену категорију производа или услуга и користе се од стране предузећа за проналажење добављача, преговарање о ценама и управљање логистиком.
Примери B2B онлајн тржишта укључују VerticalNet, Commerce One и Covisint, која су била нека од најранијих B2B тржишта у раним данима е-трговине. Савременија B2B тржишта обухватају EC21, Elance и eBay Business, која су специјализована за одређене категорије производа или услуга и омогућавају сложене трансакције као што су захтеви за понудама (RFQs), захтеви за информацијама (RFIs) и захтеви за предлозима (RFPs).

## Онлајн малопродаја
Онлајн тржишта су компаније из области информационих технологија које делују као посредници, повезујући купце и продавце. Примери познатих онлајн тржишта за малопродају потрошачких добара и услуга су Amazon, Taobao и eBay. На веб-сајту онлајн тржишта продавци могу објавити своју понуду производа са ценом и информацијама о карактеристикама и квалитетима производа. Продавци често користе софтвер за интеграцију канала или интеграторе тржишта како би ефикасно поставили и продавали производе на више онлајн платформи.
Потенцијални купци могу претраживати производе, упоређивати цене и квалитет, а затим директно купити производ од продавца. Залихе производа држе сами продавци, а не компанија која управља онлајн тржиштем. Онлајн тржишта карактерише ниска цена постављања за продавце, јер није потребно водити физичку продавницу. У прошлости, Амазон онлајн тржиште је служио као узор за друга онлајн тржишта, али је експанзија Алибаба групе у сродне области, попут логистике, система за плаћање у е-трговини и мобилне трговине, сада постао нови пример који прате други оператери тржишта, попут Flipcart-a.
За потрошаче, онлајн тржишта смањују трошкове претраге, али недовољне информације о квалитету производа и превелика понуда могу отежати доношење одлука о куповини. Могућност потрошача да донесу одлуку о куповини додатно је отежана чињеницом да онлајн тржишта омогућавају процену квалитета производа само на основу његовог описа, слике и рецензија купаца.
Још једна карактеристика онлајн тржишта је да исти производ може понудити више трговаца. У том случају, потрошачи често могу изабрати трговца на основу његових рецензија. Иако постоји много фактора који могу утицати на избор трговца, као што су погодност, оцена продавца, опције испоруке и шира понуда, потрошачи се углавном одлучују на основу најниже цене за одређени производ.

## Услуге и аутсорсинг
За услуге и аутсорсинг постоје тржишта за онлајн аутсорсинг професионалних услуга, као што су ИТ услуге, оптимизација за претраживаче (SEO), маркетинг и занатске или техничке послове. Микролабор тржишта, као што су Upwork и Amazon Mechanical Turk, омогућавају фриленсерима да обављају задатке који захтевају само рачунар и приступ интернету. Према Амазону, њихова платформа Меканикал Трук је фокусирана на "задатке који захтевају људску интелигенцију" и које је тешко аутоматизовати. То укључује обележавање садржаја и праћење (модерирање) садржаја.
Микролабор онлајн тржишта омогућавају радницима широм света, без формалног радног статуса, да обављају дигиталне задатке, као што је класификација слика у складу са смерницама за модерацију садржаја. Радници на овим платформама (gig workers) плаћени су за сваки извршени задатак, на пример 0,01 долар по модерираној слици. Исплата се акумулира на микролабор платформи, а радници су плаћени на основу количине завршених задатака.

## Економија дељења
2004. године Јохаи Бенклер је истакао да онлајн платформе, заједно са бесплатним софтвером и бежичним мрежама, омогућавају домаћинствима да деле неискоришћене или слабо искоришћене ресурсе. Како је економија дељења у великој мери инспирисана филозофијом отвореног кода, пројекти отвореног кода посвећени покретању пеер-то-пеер тржишта укључују Кокорико и Шертрајб.
Године 2010. CouchSurfing је постао профитна корпорација, а до 2014. онлајн тржишта која себе сматрају делом економије дељења, као што су Убер и Ербиенби, организовала су се у трговачко удружење Peers.

## Критике
Студија из 2014. године о платформи oDesk, једном од раних глобалних онлајн тржишта за фриленсере, показала је да је аутсорсинг микропослова повећао могућности за фриленсере без обзира на њихову географску локацију. Међутим, финансијска добит за већину фриленсера била је ограничена, јер искуство и вештине нису довели до већих примања.
Општа критика је да су закони и прописи који се односе на онлајн тржишта веома неразвијени. Као последица тога, постоји неслагање у погледу одговорности за штету и обавезе између тржишта и трећих страна. Последњих година онлајн тржишта и платформе су се суочиле са значајним критикама због недостатка заштите потрошача.

## Економија тржишта
Јанис Бакос је 1997. године проучавао онлајн тржишта и закључио да представљају посебан тип електронских тржишта. Тврдио је да она смањују економске неефикасности снижавајући трошкове добијања информација о производима продаваца.
Оператери онлајн тржишта могу да прилагоде свој пословни модел захваљујући подацима које поседују о корисницима платформе. Они имају јединствену могућност да у своје економско одлучивање укључе личне податке, податке о трансакцијама, али и друштвене и локацијске податке. Због тога су академици описали онлајн тржишта као нови економски субјект, па чак и као нову врсту тржишне економије. Кристијан Фукс је 2010. године тврдио да онлајн тржишта функционишу у оквиру информативног капитализма. Уграђени циклус повратних информација омогућава оператерима онлајн тржишта да повећају своју ефикасност као економски посредници. Ник Срничек је тврдио да онлајн тржишта доводе до настанка платформског капитализма.
2016. и 2018. године Франк Пасквале и Шошана Зубоф су упозорили да прикупљање података од стране оператера онлајн тржишта доводи до настанка капитализма надзора.